# Interstate 195 (Maryland)
Pour les articles homonymes, voir I195 et Interstate 195.
L'Interstate 195 (Maryland) (I-195), aussi nommée Metropolitan Boulevard, est une autoroute inter-États de 4,35 miles (7,00 km) de long située au sud de la ville de Baltimore aux États-Unis. L’autoroute relie l’I-95 à l’Aéroport international Thurgood Marshall de Baltimore-Washington.

## Description du tracé
L'I-195 débute aux limites ouest de l'échangeur avec l'I-95. La route continue à l'ouest de l'échangeur comme MD 166. L'I-195 se dirige ensuite vers le sud-est et croise la US 1 en plus de passer au-dessus de l'I-895, sans toutefois avoir d'échangeur avec celle-ci. Elle passe ensuite au-dessus de la rivière Patapsco, où l'autoroute passe du comté de Baltimore à celui d'Anne Arundel. L'I-195 croise ensuite la MD 295 (Baltimore-Washington Parkway) avant de se terminer à la jonction avec la MD 170, à l'Aéroport international Thurgood.

## Liste des sorties
| Interstate 195 |              |      |      |        | |                                                                                           |
| Comté          | Municipalité | mi   | km   | Sortie | Intersections / Destinations                                                                            | Notes                                                                                     |
| Baltimore      | Arbutus      | 0,00 | 0,00 | —      | MD 166 (en) nord – Catonsville                                                                          |                                                                                           |
| Baltimore      | Arbutus      | 0,40 | 0,64 | 4      | I-95 vers I-695 – Baltimore, Washington                                                                 | Indiqué sortie 4A (nord) et 4B (sud)                                                      |
| Baltimore      | Arbutus      | 1,57 | 2,53 | 3      | US 1 (Washington Boulevard) – Elkridge                                                                  |                                                                                           |
| Anne Arundel   | Linthicum    | 3,10 | 4,99 | 2      | MD 295 (en) (Baltimore-Washington Parkway) vers I-695 – Baltimore, Washington                           | Indiqué sortie 2A (nord) et 2B (sud)                                                      |
| Anne Arundel   | Linthicum    | 4,17 | 6,71 | 1      | MD 170 (en) vers I-97 est – Odenton, Linthicum, Annapolis, Voitures de location, Gare de l'aéroport BWI | Indiqué sortie 1A (nord) et 1B (sud) en direction est; I-97 non-indiquée en direction est |
| Anne Arundel   | Linthicum    | 4,35 | 7,00 | —      | Aéroport BWI                                                                                            |                                                                                           |
|                |              |      |      |        | |                                                                                           |